# 工商及產業局
工商及產業局（英文：Commerce and Industries Bureau），中华人民共和国香港特別行政區政府擬將重組的十四個決策局之一，專責香港的工商政策，以及航運、民航、物流及旅遊業的發展

## 建議
考慮到民航、航運及物流與其他經濟環節，例如旅遊、出入口密不可分，建議將民航、航運及物流服務的政策職能由運輸及房屋局轉至新的工商及產業局。
商務及經濟發展局局長改稱為工商及產業局局長，下設兩科，即「航運民航物流及旅遊科」和「工商科」，後者改組自現有的工商及旅遊科，除旅遊事宜轉移至航運民航物流及旅遊科。但計劃被擱置。

## 航運民航物流及旅遊科
- 旅遊事務署
- 民航處
- 海事處

## 工商科
- 香港經濟貿易辦事處（海外）
- 香港天文台
- 香港郵政
- 投資推廣署
- 知識產權署
- 工業貿易署